# Sylvie Gaudin
Sylvie Gaudin, née le 19 juin 1950 à Boulogne-Billancourt, et morte le 27 mai 1994 à Paris, est un maître-verrier français. Elle est connue pour les vitraux originaux qu’elle a exécutés en France jusqu'à sa mort précoce.

## Biographie
Quatrième d'une lignée de maîtres-verriers, Sylvie Gaudin est respectivement la fille, la petite-fille et l'arrière-petite fille de Pierre Gaudin, Ernest Jean Gaudin, et Félix Gaudin.
Elle a effectué ses études à l'Académie Julian à Paris à partir de 1969 puis à l'École supérieure d'arts graphiques. En 1973, son père Pierre meurt et Sylvie reprend l'atelier de la rue de la Grande-Chaumière (Paris, 6e arr.), dans le quartier du Montparnasse.
Restauratrice de vitraux anciens, elle exécute également les cartons d'artistes. C'est elle qui restaure et replace en 1977 dans la nouvelle église Sainte-Jeanne-d'Arc de Rouen, les vitraux provenant de l'ancienne église Saint-Vincent de Rouen, détruite par les bombardements de 1944.
Son œuvre originale est facilement reconnaissable, marquée par une fluidité de lignes contemporaines intégrant les éléments figuratifs ou symboliques avec des grisailles maîtrisant parfaitement les jeux de contrastes.

## Œuvre
Liste non exhaustive

### Cathédrales
- (50), Cathédrale Notre-Dame de Coutances : fenêtres hautes du transept sud (1992-1993)
- (60), Cathédrale Saint-Pierre de Beauvais : baies du triforium et du bas-côté nord (1986-1990)
- (76), Cathédrale Notre-Dame de Rouen : baies des chapelles Saint-Pierre et Saint-Paul (1981)

### Églises
- (10), Église Saint-Félix, à Polisy : fenêtres du bas-côté sud (1994-1995)
- (10), Église Sainte-Maure, à Sainte-Maure : baie axiale du chœur (1985)
- (56), Église Saint-Joseph, à Pontivy : onze baies figurées (vers 1992) [4].
- (50), Église Notre-Dame de Portbail[5].
- (75), Église Saint-Gervais, à Paris, 4e : fenêtres des chapelles sud du chœur.
- (76), Collégiale Notre-Dame d'Écouis, à Écouis : onze baies figurées (1994, réalisé par M. Blanc-Garin de 1996 à 1999)  cf. fiche MH
- (76), Collégiale Notre-Dame-du-Grand-Andely, aux Andelys : compléments à la verrière sur l'histoire de Noé [baie 124] (1994) cf. fiche MH
- (77), Collégiale Notre-Dame de Melun, à Melun : saints Michel, Nicolas, Barthélemy et Vincent, baies figuratives (1986) cf. fiche MH

(Seine-et-Marne) Basilique Saint-Mathurin de Larchant : Chapelle de la Vierge.

### Chapelle
- (22), Chapelle Saint-Éloi, à Saint-Nicolas-du-Pélem : vitraux

## Restaurations
Vitraux des églises de Sainte-Jeanne-d'Arc de Rouen (1977), de Saint-Martail de Cazenac à Beynac-et-Cazenac (1989)